# Daciada (album)
Daciada este albumul de debut al trupei Getto Daci, compusă din Romichete, Deceneu, Piele, Ioio, Dacian Draco și Os, albumul fiind lansat pe data de 25 februarie 1998 doar pe casetă, prin Digital Record, mai existând și o reeditare la A&A Records. Ca invitați pe acest album îi avem numai pe membrii R.A.N.-S.-ului (R.A.C.L.A., Da Hood Justice și Delikt) pe piesa Nu mai sus de umăr. Albumul conține în total 13 track-uri dintre care 10 piese noi, preludiu intitulat Predoslovie, un skit intitulat Radio Dacia și varianta live a piesei Atac Getto Dac, varianta originală sau de studio fiind inclusă pe compilația Marphă Strict Hip-Hop vol.1, apărută în 1996, anul 1996 fiind totodată anul de debut al trupei, și tot pe aceeași compilație, ei au mai apărut cu piesa E un lucru Getto, piesa nefiind inclusă pe acest album.

## Tracklist[4]
| Fața A |                            |                                      |                                      |             |  |
| Nr.    | Titlu                      | Autor(i)                             | Text                                 | Lungime     |  |
| 1.     | „Predoslovie / Getto Daci” | Deceneu / Deceneu și B.BEN (chitară) | Deceneu / Piele, Dacian și Romichete | 1:48 / 4:01 |  |
| 2.     | „Atac Getto Dac” (Live)    | Deceneu și Ioio                      | Getto Daci                           | 4:34        |  |
| 3.     | „Ainaipolițai”             | Piele, Dacian și Deceneu             | Os, Piele, Ioio și Dacian            | 4:00        |  |
| 4.     | „Rimez deci exist”         | Deceneu                              | Piele, Deceneu și Dacian             | 5:10        |  |
| 5.     | „Octombrie roșu”           | Deceneu și Ioio                      | Piele, Deceneu și Romichete          | 3:55        |  |
| 6.     | „P.D.-URI”                 | Deceneu și Ioio                      | Deceneu                              | 2:13        |  |

| Fața B          |                                        |                 |                                      |             |  |
| Nr.             | Titlu                                  | Autor(i)        | Text                                 | Lungime     |  |
| 7.              | „Radio Dacia / Daciada”                | Ioio (Daciada)  | Piele, Romichete și Dacian (Daciada) | 2:16 / 4:17 |  |
| 8.              | „Nu mai sus de umăr” (Feat. R.A.N.-S.) | Deceneu și Ioio | R.A.N.-S.                            | 5:15        |  |
| 9.              | „Discobolul”                           | Deceneu         | Deceneu                              | 4:16        |  |
| 10.             | „Adevărap”                             | Deceneu         | Piele, Deceneu, Dacian și Romichete  | 5:24        |  |
| 11.             | „Contraatac Getto Dac”                 | Deceneu și Ioio | Getto Daci                           | 4:13        |  |
| Lungime totală: | Lungime totală:                        | Lungime totală: | Lungime totală:                      | 47:23       |  |